# Eugeniusz Trzepizur
Eugeniusz Trzepizur (ur. 9 listopada 1930, zm. 7 maja 2014) – polski dyplomata, ambasador w Urugwaju (1987–1990).

## Życiorys
Członek Komitetu Zakładowego PZPR w Ministerstwie Spraw Zagranicznych (1968–1970, 1975–1977). Pracował w Ambasadzie w Meksyku (ok. 1980). Od 1987 do 1990 był ambasadorem w Urugwaju.
Pochowany na Cmentarzu Komunalnym Północnym w Warszawie.